# Metallochlora exorista
Metallochlora exorista là một loài bướm đêm trong họ Geometridae.